# AZ Tower
Der AZ Tower ist ein Wolkenkratzer in Brünn. Er wurde 2013 fertiggestellt und ist mit 111 Metern Höhe das höchste Gebäude Tschechiens.
Die Bauarbeiten begannen am 20. April 2011. Am 26. Juni 2013 wurde der AZ Tower eröffnet und löste damit den City Tower in Prag als höchstes tschechisches Gebäude ab. Er befindet sich in der Katastralgemeinde Štýřice im Stadtteil Brno-střed.
Die 30 Etagen des AZ Towers werden für Büros, Wohnungen und Geschäfte genutzt. In den ersten drei Stockwerken befindet sich eine Einkaufspassage, unterirdisch eine zweistöckige Parkgarage.
Beim Emporis Skyscraper Award 2013 erreichte der AZ Tower den 9. Platz.